# Toefige labyrintzwam
De toefige labyrintzwam (Abortiporus biennis) is een schimmelsoort uit de familie Meruliaceae. De soort leeft met name in parken en plantsoenen, is saprofyt en leeft op begraven loofhout en wortels. De eenjarige paddenstoel is met name in zomer en herfst te vinden.

## Kenmerken
De zwam kenmerkt zich door een variabel tol- of waaierachtig uiterlijk. Aan een korte centrale steel bevinden zich vaak meerdere etages van dikvlezige 'toefen' of 'rozetten'. Ze hebben een dunne golvende rand en kunnen tot 5 cm hoog en 15 cm in diameter zijn. De roodachtig bruine, soms met rode vlekken of druppels bezette bovenzijde kent rimpels of richels en heeft een dunne viltig-fluwelige huid. Aan de onderzijde bevinden zich grove, tot 1 mm grote onregelmatige poriën die labyrintachtig kunnen zijn. De buisjes zijn 2 - 5 mm lang, ongelijk van lengte en vaak met een scheef uiteinde. Bij druk verkleuren ze rozerood tot bruin. Het lichtbruine vlees is vezelig en scheurt gemakkelijk. Na beschadigen is de geur onaangenaam zurig-schimmelig. 
De soort produceert glasachtige, gladde, ellipsvormige, enigszins dikwandige sporen met afmetingen van 4-7 × 3,5 µm, evenals aseksuele chlamydosporen.

## Verspreiding
De toefige labyrintzwam is in Nederland en België een algemeen voorkomende soort in bossen, parken en wegbermen.

## Taxonomie
De wetenschappelijke naam van de soort werd voor het eerst geldig gepubliceerd 1944 door Bulliard.